# Kamil Kozłowski
Kamil Kozłowski (ur. 28 stycznia 1989) – polski judoka.
Były zawodnik KS AZS AWFiS Gdańsk (2009-2011) i TS Gwardia Olsztyn (2004-2015). Trzykrotny wicemistrz Polski seniorów (2012 w kat do 90 kg, 2013 w kat open, 2014 w kat do 90 kg). Ponadto m.in. brązowy medalista zawodów pucharu Europy juniorów (Cetniewo 2007) w kat. do 81 kg.